# Gwytherin

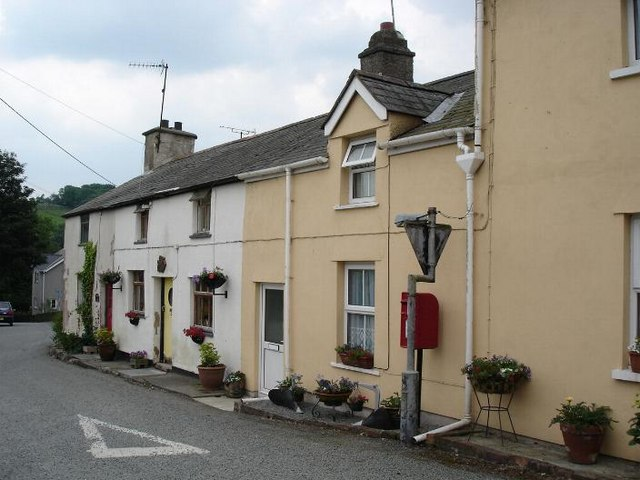
Gwytherin Cottages

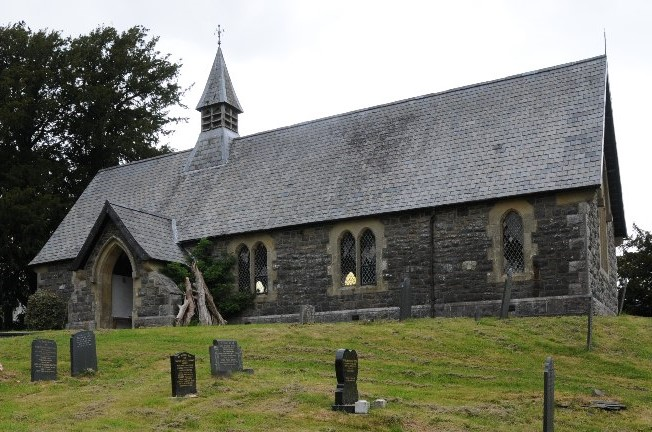
St Winifreds Church

Gwytherin ist ein Dorf in Conwy County Borough, Wales. Es hat viermal den Preis des „Best Kept Village“ gewonnen.
Das Dorf liegt im Tal des River Cledwen. Im Ortsgebiet liegen die Quellen der Flüsse Elwy, Aled und Alwen. Im Dorfkern befindet sich das Lion Inn.

## Kirche und Kloster
Die anglikanische Kirche im Ortskern ist der Heiligen Winefrid (walisisch: Gwenffrewi) geweiht und stammt aus dem Jahr 1869. Man geht jedoch davon aus, dass die Kirche auf einen Vorgängerbau zurückgeht, der bereits um 600 n. Chr. von Fürst Eleri gestiftet wurde. Er hatte an der Stelle ein Doppel-Kloster gegründet. Er fungierte als Abt, während die Tochter seines Cousins, St. Gwenffrewi Äbtissin war. Die Kirche ist eine wichtige Station am Nordwalisischen Pilgerweg. Im Kirchhof stehen drei Eibenbäume und eine Reihe von vier Menhiren. Der hausförmige Schrein von St. Gwenfrewi (St. Winifride) wurde hier gefunden.

## In der Literatur
Gwytherin ist der Handlungsort für den Kriminalroman A Morbid Taste for Bones von Ellis Peters (1977). Der Roman ist der erste von einer Reihe von 21 Romanen über den Mönch Bruder Cadfael und die Mönche der Abtei Shrewsbury im 12. Jahrhundert. Cadfael entspricht dem historischen Robert of Shrewsbury (Robert Pennant; † 1168).